# Barry Pearl
Barry "Lee" Pearl (Lancaster (Pennsylvania), 29 maart 1950) is een Amerikaanse acteur en filmproducent.

## Biografie
Pearl maakte in 1961 zijn acteerdebuut op Broadway met de musical Bye Bye Birdie als Randolph MacAfee. Met deze musical heeft hij door het hele land gereisd. Hierna heeft hij nog meerdere rollen gespeeld in musicals zoals Oliver, Grease, Guys and Dolls, Fiddler on the Roof en vele andere.
Pearl begon in 1969 met acteren voor tv in de film The Adventures of the Prince and the Pauper. Hierna heeft hij nog meerdere rollen gespeeld in films en televisieseries zoals C.P.O. Sharkey (1976-1977), Grease (1978) en Port Charles.
Pearl is ook actief als filmproducent, in 2002 heeft hij de aflevering Grease geproduceerd van de televisieserie After They Were Famous.

## Filmografie

### Films
Uitgezonderd korte films.
- 2024 Rock and Doris (try to) Write a Movie - als Weasel
- 2022 The Walls Are Watching - als veilingmeester Sims
- 2019 The Silent Natural - als Milwaukee eigenaar
- 2016 Straight Outta Oz - als curator van museum
- 2016 Grease Live! - als Stan Weaver
- 2012 The Newest Pledge – als mr. Motes
- 1999 My Favorite Martian – als nieuwsregisseur
- 1996 Tryst – als dokter
- 1996 Siegfried & Roy: Masters of the Impossible – als Rumpelstilskin (stem)
- 1994 Bedtime with Barney: Imagination Island – als professor Erasmus Q. Tinkerputt
- 1991 They Came from Outer Space – als Bill Rabkin
- 1987 Flicks – als Red
- 1986 Annihilator – als Eddie
- 1985 Heartbeat – als choreograaf
- 1985 Avenging Angel – als Johnny Glitter
- 1983 Making of a Male Model – als Clarence
- 1981 The Munsters' Revenge – als Warren Thurston
- 1978 Grease – als Doody
- 1977 Best Friends – als gipsy
- 1969 The Adventures of the Prince and the Pauper – als Tom Canty

### Televisieseries
Uitgezonderd eenmalige gastrollen.
- 2018 Boomers - als Murray Klein - 6 afl.
- 1998 Port Charles – als dr. Aikman – 5 afl.
- 1989 Days of Our Lives - als dr. Abbott - 3 afl.
- 1976 – 1977 C.P.O. Sharkey – als Mignone – 14 afl.
- 1976 The Doctors - als anesthesist - 2 afl.